# Ferdinando Del Carretto di Novello
Ferdinando Lodovico Enrico Del Carretto di Novello, Marchese (Napoli, 20 aprile 1865 – Napoli, 21 febbraio 1937), è stato un militare e politico italiano.